# Bảo hiểm bắt buộc
Bảo hiểm bắt buộc là loại hình bảo hiểm bắt buộc do pháp luật quy định về điều kiện bảo hiểm, mức phí bảo hiểm, số tiền bảo hiểm tối thiểu mà tổ chức, cá nhân tham gia bảo hiểm và doanh nghiệp bảo hiểm có nghĩa vụ thực hiện. Bảo hiểm bắt buộc chỉ áp dụng đối với một số loại bảo hiểm nhằm mục đích bảo vệ lợi ích công cộng và an toàn xã hội. Bảo hiểm bắt buộc chỉ áp dụng đối với một số loại bảo hiểm nhằm mục đích bảo vệ lợi ích công cộng và an toàn xã hội.

## Các loại
Bảo hiểm bắt buộc bao gồm:
- Bảo hiểm trách nhiệm dân sự của chủ xe cơ giới [1], bảo hiểm trách nhiệm dân sự của người vận chuyển hàng không đối với hành khách;
- Bảo hiểm bắt buộc cháy nổ
- Bảo hiểm trách nhiệm nghề nghiệp đối với hoạt động tư vấn pháp luật;
- Bảo hiểm trách nhiệm nghề nghiệp của doanh nghiệp môi giới bảo hiểm;
- Bảo hiểm xã hội bắt buộc ở Việt Nam bao gồm các chế độ: ốm đau; thai sản; tai nạn lao động, bệnh nghề nghiệp; hưu trí; tử tuất.

Ở Việt Nam, Căn cứ vào nhu cầu phát triển kinh tế - xã hội từng thời kỳ, Chính phủ trình Ủy ban Thường vụ Quốc hội quy định loại bảo hiểm bắt buộc